# Адамович, Людвиг Эрнест
Людвиг Эрнест Адамо́вич (латыш. Ludvigs Ernests Adamovičs; 23 сентября 1884, Дундага — 19 августа 1943, «Белый лебедь») — лютеранский священнослужитель, министр образования Латвии (1934—1935). Гранд-офицер ордена Трёх звёзд.
Окончил Тартуский университет. С 1920 года доцент, а позже и декан Теологического факультета Латвийского университета. Автор произведений на теологическую и педагогическую тему. Избран профессором ЛУ.
После установления в 1940 году в Латвии советской власти и вхождения республики в состав СССР в 1941 году арестован, этапирован в Москву и приговорен к смертной казни. Казнен в 1943 году в Соликамской тюрьме.